# Usina Hidrelétrica Engenheiro Sérgio Motta
A Usina Hidrelétrica de Porto Primavera - Engenheiro Sérgio Motta é uma usina hidrelétrica instalada no rio Paraná à altura dos municípios de Rosana (em São Paulo) e de Batayporã (em Mato Grosso do Sul), tendo 80% de seu lago no estado de Mato Grosso do Sul. 

## Características
O projeto foi iniciado pela CESP durante o governo de Paulo Maluf no estado de São Paulo, no ano de 1980, ainda durante a ditadura militar. Inicialmente previsto para ser concluído em 1988, por razão de grande impacto financeiro em desapropriações e  mitigação de impactos ambientais, tendo tido um valor final de mais de nove bilhões de dólares. Só foram instaladas 14 unidades geradoras, sendo a última inaugurada em Outubro de 2003. Sua barragem é a mais extensa do Brasil, atingindo 10.186,20 m de comprimento.
A represa de Porto Primavera, que capta água de uma área de 574.000 Km², inundou uma área de 2.250 km², ou 225 mil hectares, aumentando em nove vezes o leito do rio Paraná para produzir, em sua potência máxima instalada, 1.540 megawatts, por meio de 14 turbinas tipo Kaplan, a partir de um desnível de 18,95 m , com média de 900 megawatts.
O lago tem sete vezes o tamanho da baía de Guanabara e 25 mil hectares a mais que o lago de Itaipu, mas gera sete vezes menos energia que esta última usina.

## Desastre ambiental
Em meados da década de 1990, processos começaram a surgir para impedir o enchimento do lago pelo desastre ecológico que criaria. A CESP passou, então, em maio de 1998, a intimidar a população ribeirinha para que deixasse o local imediatamente, tentando resolver em meses questões de ressarcimento que não haviam sido tratadas em quase vinte anos.
Quando, em novembro de 1998, a CESP conseguiu derrubar a liminar do Ministério Público de Presidente Prudente que a impedia de encher o lago, partiu para uma apressada inundação da área, iniciada no dia 7 do mesmo mês. Deu seguimento ao processo sem terminar de realocar as espécies animais ali presentes ou desmatar as áreas, por ser o local gigantesco, formado por muitos varjões, matas fechadas e ilhas de difícil acesso – as tentativas de resgate anteriores haviam sido fracassadas. Tampouco possuía licença ambiental do Ibama para o enchimento. Como consequência, uma grande parte dos animais morreu afogada. Segundo a própria Cesp, "a primeira etapa do enchimento do reservatório, na cota 253,00 m, foi concluída em dezembro [do mesmo ano] de 1998, e a segunda etapa, na cota 257,00 m, em março de 2001".
A área inundada comportava a maior e melhor reserva de argila da América do Sul. O lago destruiu também um dos mais importantes ecossistemas de Mato Grosso do Sul, com características equivalentes às do Pantanal. O varjão inundado tratava-se do habitat de ao menos quatorze espécies de animais em extinção, como a onça-pintada, o jacaré-de-papo-amarelo e o nhambu-guaçu. Viviam ali cervos do Pantanal, mais de uma centena de onças pretas e pardas, bugios, macacos-prego, jaguatiricas, tamanduás, gambás, cuícas, pacas, cutias e tatus. Também ali havia muitas espécies vegetais, várias das quais em extinção. Encontrava-se ali, ainda, a Lagoa São Paulo, um dos ecossistemas mais ricos do planeta.
O local possuía cento e dezoito sítios arqueológicos e abrigava mil setecentos e vinte e nove famílias ribeirinhas. Ainda, com a formação do reservatório, setenta e sete ilhas do Rio Paraná desapareceram, entre elas algumas com área superior a 300 hectares, como a Ilha Comprida (distrito de Três Lagoas), que possuía 18 km, era a única ilha daquele rio onde os ocupantes possuíam títulos de posse da terra e perdeu a maior parte de seu território.
Era a intenção da CESP, sob a presidência de Angelo Andrea Matarazzo, realizar o enchimento do lago artificial a tempo da onda de privatizações do governo de Fernando Henrique Cardoso, de forma a incluir a Usina Hidrelétrica de Porto Primavera em um pacote com as usinas de Jupiá e Ilha Solteira. O valor esperado pela usina em leilão era de quatro bilhões de dólares, ao tempo em que o custo da obra havia sido de quase dez bilhões. Conseguiu a licença para o enchimento do lago em 4 de dezembro de 2000, mais de dois anos após a maior parte do mesmo ter sido completada. A obtenção da licença se deu dois dias antes de a companhia ir a leilão para sua privatização na B3.
De qualquer maneira, para com a opinião pública a CESP utilizou-se do argumento de que o não enchimento imediato do lago artificial causaria um blecaute na região Centro-Sul do Brasil. De acordo com um técnico da USP, no entanto, a energia produzida pela Usina hidrelétrica de Porto Primavera seria facilmente substituível se usinas como a de Jupiá e Três Irmãos operassem com a capacidade prevista em seus projetos e tivessem todas as suas turbinas instaladas.
Segundo a OAB, o enchimento do lago da Usina hidrelétrica de Porto Primavera foi um “desastre ambiental sem precedentes no Brasil, afetando 22 espécies anfíbios, 37 répteis, 298 aves e 60 mamíferos, muitos ameaçados de extinção, além de erosões e assoreamento do rio, comprometendo a qualidade da água e gerando problemas de oxigenação do lago”. Os poucos animais realocados para a construção da Usina hidrelétrica de Porto Primavera foram levados a áreas pecuaristas em suas proximidades, possuindo um chip que rastreia sua localização. Nesses locais, no entanto, animais como onças passam a alimentar-se do gado. Os criadores, por sua vez, acabam por caçá-las e, para que seus corpos não sejam localizados, queimam-nos, destruindo os chips. Quanto ao lago artificial, devido a sua baixa oxigenação e tamanho, comprometeu imensamente a vida aquática do Rio Paraná. Ao longo do mesmo, a pesca já é insignificante. Em Jupiá, bairro pesqueiro de Três Lagoas, por exemplo, muitos pescadores estão abandonando a prática.
Segundo a ambientalista Djalma Weffort, "a obra é ruim, mas sem a luta de ambientalistas seria muito pior. Conseguimos ao longo desses anos que tivesse escada e elevador para peixes (é a primeira barragem do país com essa estrutura), a redução da cota fixa de inundação de 259 para 257, salvando grandes áreas de varjão e queremos a criação de unidades de conservação nos cinco principais afluentes do Paraná - rios Verde, Taquaruçu e Pardo (MS), Aguapeí e Peixe (SP), já que se tornarão locais de migração de peixes e canais naturais de fuga para a fauna".